# 奇鳗
奇鳗（学名：Alloconger anagoides）为鳗鲡目康吉鳗科美体鳗属的鱼类，于1853年由彼得·布莱克尔描述。该物种主要分布于印度尼西亚、日本、台湾岛以及东海等海域。